# منتخب ماليزيا تحت 18 سنة لهوكي الجليد للرجال
منتخب ماليزيا تحت 18 سنة لهوكي الجليد للرجال هو ممثل ماليزيا الرسمي في المنافسات الدولية في هوكي الجليد تحت 18 سنة.